# L'Opéra de Grub-Street
L'Opéra de Grub-Street (en anglais : The Grub Street Opera) est une pièce de Henry Fielding. C'est une version améliorée et augmentée de son propre Opéra gallois (The Welsh Opera). Là encore, l'auteur de la pièce est identifié sous le nom de Scriblerus Secundus. Secundus apparaît également dans la pièce et y parle de son rôle dans sa composition.
La pièce est la première véritable pièce politique de Fielding et son premier ballad opera.

## Intrigue
La famille Apshiken et les projets amoureux d'Owen et de son valet Robin forment l'intrigue de la pièce. Ce qui donne à la pièce, une farce, un aspect de comédie de mariage.